# Championnat d'Europe de baseball 1991
Navigation
Édition précédente Édition suivante
Le championnat d'Europe de baseball 1991, vingt-deuxième édition du championnat d'Europe de baseball, a eu lieu du 2 au 11 août 1991 en Italie. Il a été remporté par l'équipe d'Italie.